# Can Draper (l'Ametlla del Vallès)
Can Draper és un mas fortificat al municipi de l'Ametlla del Vallès (Vallès Oriental). És al sud del terme municipal, a tocar de l'accés des de la C-17 i a l'esquerra del torrent de Can Reixac. Originària del 1151, era coneguda en aquell moment com a Mas Barceló, nom que conservaria fins al 1393 en què Ramon Draper es casa amb la pubilla de la casa. Està catalogada com a bé cultural d'interès nacional des del 1949.

## Arquitectura

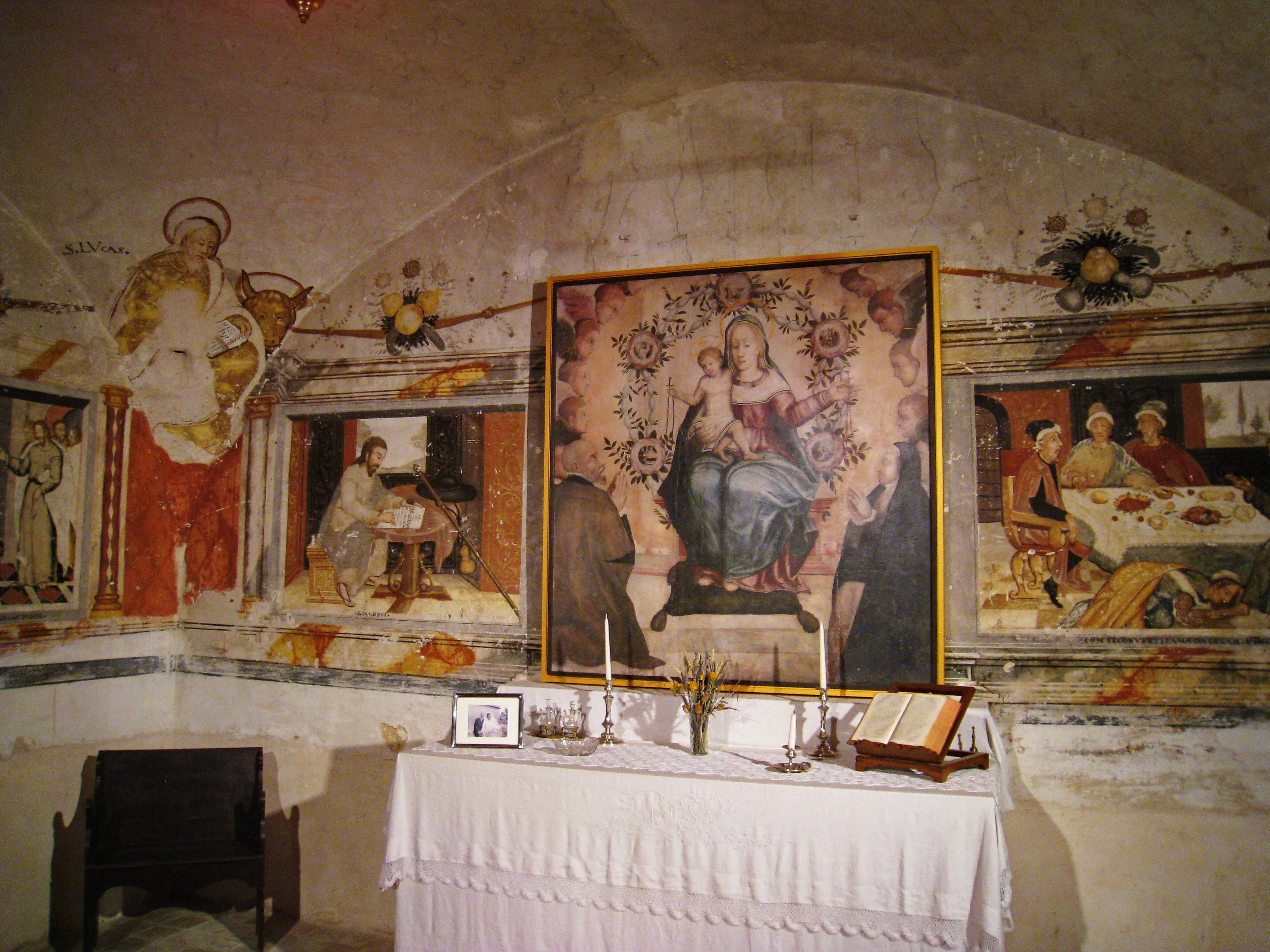
Capella

La masia (antic mas Barceló) està formada per diverses construccions que formen un complex a l'entorn d'un gran pati tancat i amb una torre a la línia exterior. Aquesta torre, originàriament de defensa, és de planta quadrada amb planta baixa i tres pisos, coronada per una balustrada. A la planta baixa es troba una capella espaiosa amb pintures molt deteriorades. La capella havia posseït ornaments i un retaule gòtic que va desaparèixer durant la guerra civil del 1936. Al cim de la torre hi manca la campana, que fou prestada l'any 1939 a la parròquia de l'Ametlla i no fou tornada mai més. A les façanes hi ha finestres gòtiques, una d'elles amb l'escut i l'any 1551.
Hi ha una escultura en alt relleu situada sota la finestra de la Torre, a la banda de llevant. Representa un guerrer de mida natural, amb capa, empunyant una arma i amb un escut amb la inscripció "IHS". Hi ha dues inscripcions més, una en la cinta que té al voltant amb la inscripció en llatí que diu: "Amb aquest signe venceràs". L'altra al peu de la figura on es pot llegir: "A l'edat de LV anys".
Hi ha un relleu situat a la façana de migdia de la torre, sota la finestra del primer pis. És una pedra de forma rectangular la llegenda de la qual està emmarcada per una garlanda de fulles i fruites i sostinguda per unes figures infantils esculpides en alt relleu, totalment nues. A la part superior i inferior de la llegenda hi ha una carota. La inscripció diu així: "FONCH EDIFICADA LA PRESETN TORRA A XXVI DE MAIG DE L'ANY MDLXXIIII PER LO HONORABLE EN JAUME DRAPER".
Dins de la finca, a prop d'un camí de fàcil accés, hi ha un pou del glaç. (41° 39′ 17.18″ N, 2° 15′ 45.75″ E / 41.6547722°N,2.2627083°E)
La capella de la Mare de Déu del Roser adscrita a Sant Genís de l'Ametlla (arxiprestat de Montbui-Puiggraciós, Bisbat de Terrassa) és l'edifici més a l'est del conjunt de construccions d'aquesta important masia.

## Història

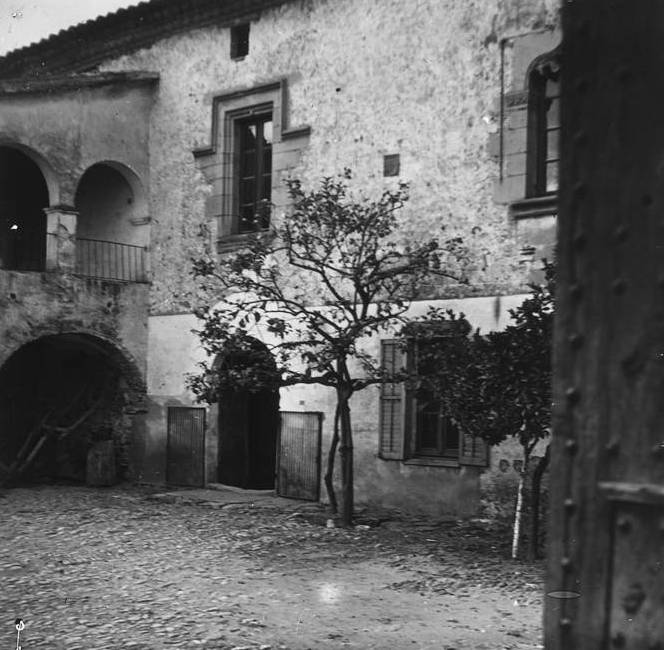
Façana de Can draper el 1926

Molt abans de la construcció del Mas Draper i al mateix lloc hi existia un petit edifici voltat de terres pròpies anomenat Mas Barceló. Aquest mas, el més antic documentat a l'Ametlla, consta que existia ja l'any 1172. Aquest nom figurà en els documents fins a l'any 1393. Des d'aleshores és anomenat marmessor de l'herència Ramon Draper, casat amb una filla de Barceló, i aquest nom ha romàs als documents fins ara. La construcció del Mas fortificat respon a les necessitats de defensa a la vida del camp suscitada des del segle xv amb la revolta dels remences.
Els s. XVI i XVII foren molt importants per a la pagesia, la qual prengué un nou impuls després d'anys de pestes, fams i lluites socials. A l'Ametlla es reconstrueixen moltes masies i es basteix l'església parroquial el 1679. El patrimoni del mas fou augmentat i a mitjan segle xvi, en vida del propietari Jaume Draper, es construeix el gran edifici de l'actual mas, amb la seva torre de defensa separada per un pont que podia aïllar completament el Casal de la Torre en els moments de perill.
S'ha dit que l'escultura del guerrer fou trobada enterrada en algun lloc proper al mas. Per la seva forma podria ser la tapa d'una tomba. És tradició en la família Draper que la pedra esculpida fou l'obsequi que feren els picapedres a Jaume Draper un cop acabades les obres del casal i la torre.
La capella encara té el privilegi de celebrar missa. Conté un arxiu abundant, ben conservat i ordenat.